# پیش‌دبستانی
پیش‌دبستانی (انگلیسی: Preschool)، که با نام دوره پیش‌دبستان یا دوره آمادگی نیز شناخته می‌شود، در نظام آموزشی ایران، دوره‌ای است که کودکان در یک یا دو سال قبل از ورود به دبستان می‌گذرانند. این دوره جهت آماده ساختن کودکان ۵ ساله برای ورود به دبستان است و واحدهای مستقل یا ضمیمه دبستان‌ها تحت عنوان «آمادگی» تأسیس و توسعه یافته‌است.
دراین واحدها، کودکان ۵ ساله به مدت یک سال طبق برنامه خاصی برای ورود به دوره بعد آماده می‌شوند. تعیین سیاست‌های آموزشی و پرورشی دوره کودکستان و  آمادگی با شورای عالی آموزش و پرورش بوده و مسئولیت برنامه‌ریزی و پیش‌بینی ضوابط و مقررات این دوره برعهده دفتر آموزش ابتدایی و راهنمایی تحصیلی کشور است.

## اهداف
در اسناد و مدارک مربوط به این دوره، اهداف دوره آمادگی بدین شرح آمده است:
- کمک به رشد جسمی، ذهنی، عاطفی، شخصیتی و اجتماعی کودکان.
- پرورش توانایی‌ها و استعدادهای کودکان.
- تقویت قوای جسمی کودکان، به منظور آماده شدن آنان برای تحصیلات دوره ابتدایی.
- آماده کردن کودکان جهت فراگیری بیشتر و آسان تر مفاهیم آموزشی.
- فراهم کردن زمینه لازم برای آموزش بهتر در مناطق محروم و مناطقی که دارای گویش محلی هستند.
- کمک به خانواده‌های کم درآمد، در استفاده از یک محیط سالم تربیتی برای پرورش کودکان آنها.

### ضرورت دوره پیش‌دبستانی در مناطقی با گویش محلی یا زبان غیر فارسی
اهمیت دوره پیش دبستانی مخصوصاً برای کودکانی که در مناطقی با گویش محلی یا زبان غیرفارسی زندگی می‌کنند بیشتر احساس می‌شود. حضور در مقطع پیش دبستانی به عنوان یک محیط آموزشی می‌تواند تأثیر بسزایی در غلبه آنها بر ترس از محیطی ناآشنا و آموزشی به غیر از زبان مادری داشته باشد. اغلب این کودکان در صورت عدم حضور در دوره پیش دبستانی با مشکلات متعددی از جمله عدم توانایی در برقراری ارتباط، تداخل در کلمات و واژها و عدم به یادآوردن کلمه‌ها با وجود دانستن معنا و جزئیات آن، مواجه هستند که این عوامل از نظر روان‌شناسی می‌تواند تأثیر بسیاری بر افزایش اضطراب و مشکلات احساسی و عاطفی این کودکان داشته باشد. نکته حائز اهمیت دانستن این موضوع است که به علت تعدد زبان‌ها و گویش‌های مناطق مختلف ایران و کمبود معلمانی که به چندین زبان مسلط باشند، نیاز به برنامه‌های آموزشی جبرانی ویژهٔ دانش آموزان دوزبانه در مقطع پیش دبستانی امری اجتناب ناپذیر است.